# Fosso di San Gervasio
Il fosso di San Gervasio o fosso San Gervasio (anticamente fosso San Cerbagio) è un corso d'acqua fiorentino che nel suo percorso attuale attraversa le zone di San Gervasio, del Campo di Marte e delle Cure, nel territorio del Quartiere 2.
Era in origine un tributario dell'Arno, ma ad oggi risulta deviato nel Mugnone, analogamente a quanto avvenuto al torrente Terzolle; il suo corso non è attualmente visibile, poiché è stato intubato sottoterra, così come accaduto anche al torrente Affrico.

## Storia e percorso
Il fosso San Gervasio è sempre stato caratterizzato da un regime spiccatamente torrentizio; a causa di ciò e della precaria condizione dei suoi argini, per secoli si sono registrate periodiche esondazioni che hanno reso insalubri e paludose alcune delle aree della piana da esso attraversata (costituendo difatti il motivo principale del tardo sviluppo urbanistico delle zone del Campo di Marte e di San Gervasio).
Per ovviare a queste problematiche il suo corso ha subito numerose deviazioni, in funzione delle diverse esigenze di sviluppo della città di Firenze e del suo circondario nelle varie epoche.

### Il corso originario
Il fosso San Gervasio nasce sulla collina di Camerata, dalle acque provenienti da San Domenico, presso il poggiolo detto Le Lune, poco più in basso e ad ovest della sorgente dell'Affrico; originariamente il fosso era un affluente di destra dell'Arno. Il corso originario lo portava da Camerata alla piana fiorentina nell'attuale piazza Edison (con un tragitto all'incirca parallelo all'attuale via di San Domenico); qui raccoglieva le acque del fosso di fontallerta o Fonte all'Erta (la cui sorgente è nei pressi dell'ex Ostello della gioventù del Salviatino, e che alimentava la fullonica romana di Villa Rasponi) ed il fosso delle Forbici, per poi circondare ad ovest la chiesa dei Santi Gervasio e Protasio e l'area prospiciente la futura piazza d'armi, e quindi dirigersi verso l'Arno con un corso urbano non ben identificato, ma che pare lambisse l'area del Duomo e del centro storico.
Gli studi geologici ed archeologici realizzati nell'ambito degli scavi nella zona degli Uffizi indicano che molto probabilmente il fosso di San Gervasio si immettesse in Arno all'incirca assieme allo scomparso torrente Scheraggio, a circa 100 metri da Ponte Vecchio, verso Ponte alle Grazie; da qui l'ipotesi di una sostanziale identificazione dei due corsi d'acqua proposta da alcuni ricercatori.

### La prima deviazione
Con la costruzione dell'ultima cinta muraria il corso del fosso San Gervasio fu deviato così da confluire nel fossato circostante le mura sul lato orientale (il fossato occidentale era invece alimentato dal Mugnone), per poi da qui gettarsi in Arno all'altezza della zecca vecchia, davanti a Porta San Niccolò; fino al XIX secolo il fosso correva quindi dalla piana di piazza Edison (dove esisteva un ponticello di legno per permetterne l'attraversamento) lungo le attuali via Baldesi - via Saffi - via Frusa - via La Farina per gettarsi nel fosso murario all'altezza della oggi scomparsa Porta a Pinti, in corrispondenza del piazzale Donatello.

### L'epoca delrisanamento
Con l'abbattimento delle mura operato dal Poggi nel 1865 si rese necessario trovare nuovi sbocchi per i torrenti che alimentavano le acque dei fossati, così da permettere la creazione degli attuali viali di circonvallazione. Del resto, a quanto l'architetto riferisce nelle sue indagini preliminari al risanamento, il fosso nel suo percorso extraurbano presentava "sezioni insufficienti, con letto in parte superiore alla campagna e con irregolari arginature", il che lo portava a frequenti tracimazioni. Per risolvere entrambi i problemi il torrente venne così deviato nuovamente ed il suo corso successivamente interrato per garantire la salubrità ed edificabilità della zona di San Gervasio. 
Il nuovo ed attuale percorso, scendendo dalla collina di Camerata, segue le pendici della collina delle Forbici, creando l'attuale asse viario viale Righi - piazza Edison - viale Volta, in direzione delle Cure; qui le acque del fosso furono dal Poggi fatte scaricare a foce libera nel Mugnone, emergendo tra le fondamenta delle case di via Boccaccio nel tratto compreso tra il ponte alle Riffe ed il ponte di via Borghini. Nel nuovo corso confluisce ancora il fosso delle Forbici, ma non quello di Fonte all'Erta, che getta le sue acque nel vicino Affrico.